# Cospirazione di Querétaro
Si chiama Cospirazione di Querétaro un movimento clandestino nato nella città di Querétaro nel 1808. Si ritiene che sia l'immediato predecessore della Guerra d'Indipendenza del Messico, dato che fu quel gruppo che iniziò la lotta armata per l'emancipazione della Nuova Spagna dalla Corona spagnola.
La figura centrale, che fu anche il principale ideatore dell'Indipendenza del Messico fu Miguel Hidalgo y Costilla, il parroco di un piccolo villaggio chiamato Dolores. Appena ordinato sacerdote Hidalgo iniziò subito a promuovere il sollevamento popolare degli indios e dei meticci contro i ricchi spagnoli.
Presto capì la necessità di diversificare le attività industriali a Guanajuato, la cui economia era tradizionalmente incentrata sulle miniere. Allo stesso tempo, durante i suoi sette anni a Dolores promosse gruppi di discussione erano eventi al quale lo stesso Hidalgo partecipava introducendo opinioni sociali ed economiche.
Il movimento indipendentista venne alla luce tra queste discussioni informali e fu diretto contro la dominazione politica ed economica spagnola.
Il gruppo di cospiratori aveva nei suoi piani quello di alzare le armi l'8 dicembre 1810, ma furono scoperti nel settembre dello stesso anno. Inoltre, volevano convocare una giunta composta da reggenti, avvocati, ecclesiastici e altre classi con qualche spagnolo. Si cercava di formare un movimento rappresentativo della classe media formatasi nella Nuova Spagna soprattutto a partire dalle riforme introdotte dai sovrani Borboni nei domini spagnoli.
I cospiratori si riunivano nell'Accademia Letteraria di Querétaro, a carico del presbitero José Maria Sanchez. Tra i membri di questo gruppo c'erano:
- Miguel Hidalgo y Costilla, ex rettore del Collegio di San Nicola a Valladolid e curato di Dolores nel 1810.
- Juan Aldama, piccolo industriale e ufficiale dell'esercito spagnolo.
- Ignacio Allende, ufficiale dell'esercito spagnolo.
- Miguel Domínguez, corregidor della città di Querétaro.
- Josefa Ortiz de Domínguez, moglie del corregidor di Querétaro, conosciuta come La Corregidora.
- Ignacio Aldama, soldato dell'esercito spagnolo e fratello di Juan Aldama.